# العلاج بالكتابة
العلاج بالكتابة أو الكتابة العلاجية (بالإنجليزية: Writing therapy)‏ هو أحد أشكال العلاج التعبيري الذي يستخدم فعل الكتابة ومعالجة الكلمة المكتوبة في التدخلات السريرية للشفاء والنمو الشخصي. تفترض الكتابة العلاجية أن كتابة مشاعر المرء تخفف تدريجيًا من مشاعر الصدمة العاطفية؛ وقد وجدت الدراسات أن هذا العلاج مفيد في المقام الأول لتخفيف التوتر الناجم عن الأحداث السلبية التي لم يتم الكشف عنها سابقًا ولأولئك الذين يعانون من حالات طبية مرتبطة بالجهاز المناعي. يمكن أن تتم الكتابة العلاجية بشكل فردي أو جماعي ويمكن إدارتها شخصيًا مع معالج أو عن بعد من خلال البريد أو الإنترنت.
يشمل مجال العلاج بالكتابة العديد من الممارسين في مجموعة متنوعة من الإعدادات، وعادة ما يتم إدارتها من قبل معالج أو مستشار. ويعمل قادة مجموعات الكتابة أيضًا في المستشفيات مع المرضى الذين يعانون من أمراض عقلية وجسدية. في أقسام الجامعة، يساعدون الطلاب على الوعي الذاتي والتطوير الذاتي. تعتبر التدخلات عبر الإنترنت وعن بعد مفيدة لأولئك الذين يفضلون البقاء مجهولين و/أو غير مستعدين للكشف عن أفكارهم ومخاوفهم الأكثر خصوصية في المواقف وجهاً لوجه.
كما هو الحال مع معظم أشكال العلاج، يتم تكييف العلاج الكتابي واستخدامه للتعامل مع مجموعة واسعة من القضايا النفسية العصبية، بما في ذلك الحزن والهجر والإساءة. تتخذ العديد من التدخلات شكل فصول دراسية يكتب فيها العملاء حول موضوعات محددة يختارها المعالج أو المستشار. قد تتضمن المهام كتابة رسائل غير مرسلة إلى أفراد مختارين، أحياء أو أموات، تليها ردود متخيلة من المتلقي، أو حوار مع زجاجة الكحول الخاصة بالمدمن المتعافي.

## الأبحاث

### نموذج الكتابة التعبيرية
الكتابة التعبيرية هي أحد أشكال العلاج الكتابي الذي تم تطويره في المقام الأول من قبل جيمس دبليو بينيبكر ‏ في أواخر الثمانينيات. طلبت دراسة الكتابة التعبيرية الرائدة من المشاركين في المجموعة التجريبية أن يكتبوا عن "صدمة ماضية"، معبرين عن أعمق أفكارهم ومشاعرهم المحيطة بها. في المقابل، طُلب من المشاركين في المجموعة الضابطة أن يكتبوا بشكل موضوعي وواقعي قدر الإمكان حول مواضيع محايدة (على سبيل المثال، غرفة معينة أو خططهم لهذا اليوم) دون الكشف عن مشاعرهم أو آرائهم. كتبت كلتا المجموعتين بشكل مستمر لمدة 15 دقيقة يوميًا لمدة 4 أيام متتالية. إذا شعر المشاركون أنهم لا يستطيعون كتابة أي تفاصيل أخرى، فقد طُلب منهم العودة إلى البداية، وتكرار ما كتبوه أو كتابته بطريقة مختلفة.

يقدم النص التالي مثالاً لتعليمات الكتابة للكتابة التعبيرية:
على مدى الأيام الأربعة القادمة، أود منك أن تكتب أعمق أفكارك ومشاعرك حول التجربة الأكثر صدمة في حياتك بأكملها أو قضية عاطفية بالغة الأهمية أثرت عليك وعلى حياتك. في كتابتك، أود منك أن تطلق العنان لمشاعرك وأفكارك العميقة وتستكشفها. قد تربط موضوعك بعلاقاتك مع الآخرين، بما في ذلك الوالدين، أو العشاق، أو الأصدقاء، أو الأقارب؛ أو بماضيك، أو حاضرك، أو مستقبلك؛ أو بما كنت عليه في الماضي، أو بما ترغب في أن تكون، أو بما أنت عليه الآن. يمكنك الكتابة عن نفس القضايا العامة أو التجارب في جميع أيام الكتابة أو عن مواضيع مختلفة كل يوم. كل ما تكتبه سيكون سريا تماما. لا تقلق بشأن الإملاء أو القواعد أو بنية الجملة. القاعدة الوحيدة هي أنه بمجرد أن تبدأ في الكتابة، عليك أن تستمر حتى انتهاء الوقت المحدد.
لقد قام بينيبكر وفريقه بإجراء عدة قياسات قبل وبعد الدراسة، ولكن النتيجة الأكثر لفتا للانتباه كانت أنه مقارنة بمجموعة التحكم، قامت المجموعة التجريبية بعدد أقل بكثير من الزيارات للطبيب في الأشهر التالية.[بحاجة لمصدر] وعلى الرغم من أن العديد من المشاركين أفادوا بانزعاجهم من تجربة الكتابة، إلا أنهم وجدوها أيضًا قيّمة وذات معنى.:167
كتب بينيبكر أو شارك في كتابة أكثر من 130 مقالاً عن الكتابة التعبيرية. أشارت إحدى الدراسات إلى أن الكتابة التعبيرية قد تعزز جهاز المناعة، وهو ما قد يفسر انخفاض زيارات الطبيب. وقد تم إثبات ذلك من خلال قياس استجابة الخلايا الليمفاوية لمولدات الفيتوهيماجلوتينين (PHA) والكونكانافالين أ (ConA) قبل الكتابة مباشرة وبعدها بستة أسابيع. وقد أدت الاستجابة المتزايدة بشكل كبير للخلايا الليمفاوية إلى التكهن بأن الكتابة التعبيرية تعزز المناعة. تشير نتائج دراسة أولية أجريت على 40 شخصًا تم تشخيص إصابتهم باضطراب الاكتئاب الشديد إلى أن المشاركة الروتينية في الكتابة التعبيرية قد تكون فعالة في تقليل أعراض الاكتئاب.

### استقبال وانتقاد نظريات الكتابة التعبيرية لبينيبيكر
تم تكرار تجارب بينيبيكر على نطاق واسع وتم التحقق من صحتها. وفي أعقاب العمل الأصلي الذي قام به بينيبيكر، تَجدد الاهتمام بالقيمة العلاجية لعملية التنفيس. لقد تمت مناقشة هذا الأمر لأول مرة من قبل جوزيف بروير وفرويد في كتابهما "دراسات حول الهستيريا" (Studies on Hysteria)، ولكن لم يتم استكشافه كثيرًا منذ ذلك الحين.[بحاجة لمصدر] في قلب نظرية بينيبكر تكمن فكرة أن تثبيط الأفكار والمشاعر حول الأحداث المؤلمة بشكل نشط يتطلب جهدًا، ويعمل كعامل ضغط تراكمي على الجسم، ويرتبط بزيادة النشاط الفسيولوجي، والتفكير الوسواسي أو التأمل في الحدث، والأمراض طويلة الأمد. ومع ذلك، وكما لاحظ كارين بايكي (Karen Baikie) وكاي فيلهلم (Kay Wilhelm)، فإن النظرية تتمتع بجاذبية بديهية ولكنها تحظى بدعم تجريبي مختلط.
أظهرت الدراسات أن الكتابة التعبيرية تؤدي إلى تحسينات كبيرة في مختلف المؤشرات الكيميائية الحيوية للأداء البدني والمناعي (Pennebaker et al، 1988؛ Esterling et al، 1994؛ Petrie et al، 1995؛ Booth et al، 1997). ويشير هذا إلى أن الإفصاح المكتوب قد يقلل من الضغط الفسيولوجي على الجسم الناجم عن التثبيط، على الرغم من أنه لا يعني بالضرورة أن إزالة التثبيط هي الآلية السببية الكامنة وراء هذه التأثيرات البيولوجية. من ناحية أخرى، لم يُظهر المشاركون الذين كتبوا عن صدمات لم يتم الكشف عنها سابقًا أي اختلافات في النتائج الصحية عن أولئك الذين كتبوا عن صدمات تم الكشف عنها سابقًا (غرينبرغ وستوني، 1992) والمشاركون الذين كتبوا عن صدمات خيالية لم يختبروها بالفعل، وبالتالي لم يتمكنوا من منعها، أظهروا أيضًا تحسنات كبيرة في الصحة البدنية (غرينبرغ وآخرون، 1996). لذلك، على الرغم من أن التثبيط قد يلعب دوراً، فإن الفوائد التي نلاحظها من الكتابة لا ترجع بالكامل إلى انخفاض التثبيط.
في مقالة عام 2013 بقلم ديبورا نزاريان (Deborah Nazarian) وجوشوا م سميث (Joshua M Smyth)، تم التلاعب بتعليمات الكتابة لمهمة الكتابة التعبيرية من خلال إنشاء 6 شروط (أي المعالجة المعرفية، والتعرض، والتنظيم الذاتي، وإيجاد الفوائد، والكتابة التعبيرية القياسية ومجموعة التحكم). في حين تم قياس الكورتيزول اللعابي لكل حالة، لم تؤثر أي من الحالات بشكل كبير على الكورتيزول، لكن التعليمات أثرت على الحالة المزاجية بشكل مختلف اعتمادًا على الحالة. على سبيل المثال، تأثرت المعالجة المعرفية كما تم قياسها بعد التدخل ليس فقط بتعليمات المعالجة المعرفية، ولكن أيضًا بالتعرض واكتشاف الفوائد. تظهر هذه النتائج تأثيرًا جانبيًا من التعليمات إلى النتائج.
وفي بحث ذي صلة، قارن ترافاغين (Travagin) ومارغولا (Margola) ودينيس (Dennis) وريفنسون (Revenson) تعليمات المعالجة المعرفية بالكتابة التعبيرية القياسية للمراهقين الذين يعانون من مشاكل مع الأقران. أظهر هذا البحث تكيفًا اجتماعيًا أفضل على المدى الطويل مقارنة بالكتابة التعبيرية القياسية وتأثيرًا إيجابيًا متزايدًا أكبر لدى المراهقين الذين أبلغوا عن مشاكل مع أقرانهم أكثر من معظمهم.

### نظريات أخرى متعلقة بالعلاج بالكتابة
هناك خط إضافي من التحقيق، والذي له تأثير خاص على الفرق بين التحدث والكتابة، مستمد من دراسات روبرت أورنشتاين ‏ حول البنية ثنائية الحجرات للدماغ. في حين أشار لوتشيانو لاباتي ‏ إلى أن ما يلي يجب اعتباره "افتراضيًا إلى حد كبير"، فإنه افترض نقلاً عن أورنشتاين أن:
تشير جولي غراي (Julie Gray)، مؤسسة "قصص بلا حدود" (Stories Without Borders)، إلى أن "الأشخاص الذين تعرضوا لصدمات في حياتهم، سواء اعتبروا أنفسهم كُتابًا أم لا، يمكنهم الاستفادة من إنشاء سرديات من قصصهم. ومن المفيد تدوينها، بعبارة أخرى، بأمان ودون إصدار أحكام. يمكن أن تكون الصدمة معزولة تمامًا. يحتاج أولئك الذين عانوا إلى فهم مشاعرهم ومحاولة توصيل ذلك للآخرين أيضًا".

## التأثيرات السريرية
أثبتت الأبحاث الإضافية التي أجريت منذ ثمانينيات القرن العشرين أن الكتابة التعبيرية قد تعمل كعامل لتحسين الصحة على المدى الطويل. يمكن أن تؤدي الكتابة التعبيرية إلى نتائج فسيولوجية ونفسية وبيولوجية، وهي جزء من مجال العلوم الإنسانية الطبية الناشئة. تُظهر التجارب قراءات فسيولوجية كمية مثل التغيرات في عدد المناعة وضغط الدم، بالإضافة إلى قراءات نوعية تتعلق بالأعراض النفسية. تشير المحاولات السابقة لتنفيذ تدخلات الكتابة التعبيرية في الإعدادات السريرية إلى وجود فوائد محتملة لخطط العلاج. ومع ذلك، فإن تفاصيل مثل هذه الإجراءات أو البروتوكولات الخاصة بالكتابة التعبيرية، والفئات الأكثر احتمالا للاستفادة منها، ليست واضحة تماما.

### الفوائد المحتملة للكتابة التعبيرية
أحد أهم جوانب الكتابة التعبيرية المستخدمة في العلاج هو التأثيرات قصيرة المدى وطويلة المدى على الأفراد المشاركين. تقدم كارين بايكي وكاي فيلهلم وصفًا موجزًا للتأثيرات التي سيشعر بها الأشخاص بعد الانتهاء من جلسة الكتابة التعبيرية العلاجية.
عادةً ما تكون التأثيرات قصيرة المدى بعد استخدام هذا النوع من العلاج عبارة عن فترة قصيرة من الشعور بالضيق أو المزاج السلبي.[بحاجة لمصدر] ومع ذلك، فإن متابعة العملاء بعد فترة زمنية أطول لقياس هذه التأثيرات تكشف عن أدلة على العديد من الفوائد الصحية العقلية والجسدية.
تشمل هذه الفوائد، على سبيل المثال لا الحصر، "انخفاض ضغط الدم، وتحسين الحالة المزاجية، وتقليل أعراض الاكتئاب، وتقليل أعراض التطفل/التجنب بعد الصدمة."
وأظهرت هذه الدراسة أيضًا أن هذه النتائج العاطفية الإيجابية طويلة الأمد ترتبط بنتائج جسدية إيجابية مثل تحسين الذاكرة، وتحسين الأداء في العمل، وإعادة التوظيف بشكل أسرع، وغير ذلك الكثير. ورغم أن التأثيرات قصيرة المدى لهذه الممارسة العلاجية قد تبدو شاقة، إلا أنها مجرد حجر الأساس للأفراد لبدء دورة النمو.

### الفوائد المحتملة لمرضى السرطان
يتم تجربة المرض والعلل على جبهات مختلفة ومتعددة: بيولوجية ونفسية واجتماعية. وقد استكشفت الأبحاث الحديثة كيف يمكن للطب السردي والكتابة التعبيرية، بشكل مستقل، أن يلعبا دورًا علاجيًا في الأمراض المزمنة مثل السرطان. وقد تم إجراء مقارنات في الممارسة العملية بين الكتابة التعبيرية والعلاج النفسي. وعلى نحو مماثل، تم بالفعل دمج ممارسات مثل الطب الطب البديل أو الشامل أو الإنساني أو التكميلي في هذا المجال. الكتابة التعبيرية هي كتابة ذاتية تتم مع الحد الأدنى من التحفيز. مع المزيد من البحث والتطوير، يمكن استخدامها كبديل أكثر فعالية من حيث التكلفة للعلاج النفسي.
أسفرت التجارب الحديثة والمراجعات المنهجية والتحليلات التلوية التي تبحث في تأثيرات الكتابة التعبيرية على تخفيف أعراض السرطان السلبية عن نتائج أولية غير مهمة في المقام الأول. ومع ذلك، يشير تحليل المجموعات الفرعية والمتغيرات المعتدلة إلى أن بعض الأعراض أو المواقف قد تستفيد منها بعض الحالات أكثر من غيرها عند تنفيذ تدخل الكتابة التعبيرية. على سبيل المثال، بحثت مراجعة أجراها مايكل أنتوني (Michael Antoni) وفردوس دبهار (Firdaus Dhabhar) سنة 2019 في كيفية تأثير الضغوط النفسية الاجتماعية سلبًا على الاستجابة المناعية لمرضى السرطان. حتى لو لم يكن التدخل الكتابي التعبيري قادرًا على التأثير بشكل مباشر على تشخيص السرطان، فإنه قد يؤدي دورًا مهمًا في التوسط في عوامل مثل الإجهاد المزمن والصدمات والاكتئاب والقلق.[بحاجة لمصدر]

### الفوائد المحتملة لضحايا صدمات الحرب
من المعروف على نطاق واسع أن الصدمات النفسية شائعة بين المحاربين القدامى، وتشير الأبحاث إلى أن العلاج بالكتابة يمكن أن يلعب دورًا مهمًا في رحلة الشفاء الذاتي. العامل الأساسي المساهم في الصدمة هو الشعور بالعجز. وتساعد الكتابة على تسهيل الشفاء الذاتي ضد هذا الشعور بالعجز من خلال استراتيجية الأساطير (strategy of mythologization).
يعرّف نيل بي بيرد (Neil P Baird) الأساطير بأنها عملية إنشاء سرديات موحدة تعمل على تحويل الأحداث التي لا يمكن السيطرة عليها إلى أحداث يمكن احتواؤها والتنبؤ بها. يقوم جانيس هاسويل (Janis Haswell) بتوسيع هذا المفهوم من خلال تسليط الضوء على كيفية قدرة الأفراد على استخدام الكتابة للتلاعب وإعادة تشكيل الأحداث المؤلمة التي مروا بها. وهذا يسمح لهم بنقل الحقائق العاطفية لماضيهم ليس فقط لأنفسهم ولكن للآخرين من خلال الكلمات الموجودة على الصفحة.
يؤكد مارك براشر (Mark Bracher) على فوائد معرفة القراءة والكتابة بشكل عام في الشفاء الذاتي. تشير أبحاثه إلى أن محو الأمية يعترف بالتحديات التي يواجهها المحاربون القدامى أثناء انتشارهم. ويمكن أن يؤدي هذا الاعتراف بدوره إلى تعزيز معنوياتهم والمساهمة في شعورهم بالتقدير. بالإضافة إلى ذلك، فهو يساعد في تقليل تذكر الذكريات المؤلمة ويعزز شعور الفرد بالهوية الذاتية. تستكشف نانسي ميلر (Nancy Miller) بشكل أعمق تعزيز الهوية الذاتية من خلال دراسة كيم فوك، ضحية حروق النابالم أثناء حرب فيتنام. في مذكراتها السيرة الذاتية، سعت كيم إلى تحويل تصويرها من طفلة عاجزة خائفة من الحرب إلى قصة عن المغفرة. كان هدفها من كتاباتها هو توضيح كيفية تغلبها على صدمتها الناجمة عن الحرب من خلال جهودها المتعمدة لإعادة تشكيل ماضيها بمنظور أكثر تفاؤلاً.

### الفوائد المحتملة للأفراد الذين يتعافون من الإدمان
قد يلعب العلاج بالكتابة دورًا مهمًا في التعافي للأشخاص الذين يعانون من اضطراب تعاطي المخدرات. لقد ثبت أن تمارين الكتابة لها القدرة على تحسين قدرة المتعافين من الإدمان على التعامل مع ظروفهم وصحتهم العامة.

## دور العلاج عن بعد
مع إمكانية الوصول التي توفرها شبكة الإنترنت، زاد نطاق العلاجات الكتابية بشكل كبير، حيث يمكن للعملاء والمعالجين العمل معًا من أي مكان في العالم، بشرط أن يتمكنوا من الكتابة بنفس اللغة.[بحاجة لمصدر] إنهم ببساطة "يدخلون" إلى "غرفة دردشة" خاصة وينخرطون في حوار نصي مستمر في "الوقت الحقيقي".[بحاجة لمصدر] يمكن للمشاركين أيضًا تلقي جلسات العلاج عبر النص الإلكتروني و/أو الصوت مع الفيديو، واستكمال الاستبيانات عبر الإنترنت، والنشرات، وأوراق التمرين، والتمارين المماثلة.
وهذا يتطلب خدمات مستشار أو معالج، ولو من خلال الجلوس أمام جهاز كمبيوتر. ونظراً للفجوة الهائلة بين كمية الأمراض العقلية مقارنة بندرة الموارد المتخصصة، فقد تم البحث عن طرق جديدة لتوفير العلاج بخلاف الأدوية. وفي المجتمعات الأكثر تقدماً، جاء الضغط من أجل الحصول على علاجات فعالة من حيث التكلفة، مدعومة بنتائج تستند إلى الأدلة، من شركات التأمين والوكالات الحكومية على حد سواء. ومن هنا جاء التراجع في التحليل النفسي المكثف الطويل الأمد وظهور أشكال أقصر بكثير، مثل العلاج المعرفي.[بحاجة لمصدر]

## عبر الانترنت
في الوقت الحالي، يعد البريد الإلكتروني هو الأسلوب الأكثر استخدامًا في العلاج بالكتابة عبر الإنترنت (انظر ورقة المعالج النفسي التحليلي ناثان فيلد (Nathan Field) "الفعل العلاجي للكتابة في الكشف عن الذات والتعبير عن الذات"). إنه غير متزامن؛ أي أن الرسائل تنتقل بين المعالج والعميل ضمن إطار زمني متفق عليه (على سبيل المثال، أسبوع واحد)، ولكن في أي وقت خلال هذا الأسبوع. عندما يظل كلا الطرفين مجهولين، يستفيد العميل من تأثير إزالة التثبيط عبر الإنترنت؛ وهذا يعني أنه يشعر بحرية أكبر في الكشف عن الذكريات والأفكار والمشاعر التي قد يحجبها في موقف وجهاً لوجه. لدى كل من العميل والمعالج الوقت للتفكير في الماضي واستعادة الذكريات المنسية، والوقت لمعالجة ردود أفعالهم بشكل خاص والتفكير في ردود أفعالهم الخاصة. مع العلاج الإلكتروني، يتم القضاء على المساحة، ويتم توسيع الوقت. وبشكل عام، فإنه يقلل بشكل كبير من كمية المدخلات العلاجية، فضلاً عن السرعة والضغط الذي يعمل المعالجون تحته عادةً.
إن الإخفاء وعدم الرؤية يوفران بيئة علاجية تقترب كثيراً من مثال فرويد "الشاشة التحليلية الفارغة" (analytic blank screen) مقارنة بالتحليل الكلاسيكي. إن الجلوس خلف المريض على الأريكة لا يزال يترك مجالًا لمجموعة كبيرة من الأدلة على شخصية المحلل؛ والعلاج الإلكتروني لا يوفر أيًا منها تقريبًا. ولم يتم التحقيق بعد فيما إذا كانت المسافة والإخفاء المتبادل يقللان من مستوى الانتقال أم يزيدانه.[بحاجة لمصدر]
في تجربة عشوائية محكومة أجريت عام 2016، تم اختبار الكتابة التعبيرية مقابل التوجيه إلى مجموعة دعم عبر الإنترنت للأفراد الذين يعانون من القلق والاكتئاب. لم يتم العثور على أي فرق بين المجموعات. أظهرت كلتا المجموعتين تحسنًا معتدلًا بمرور الوقت ولكن بدرجة مماثلة لما قد يتوقعه المرء أن يراه خلال الفترة الزمنية المعنية دون تدخل.

## تدوين اليوميات
إن أقدم وأوسع أشكال المساعدة الذاتية من خلال الكتابة ممارسة هي الاحتفاظ بمذكرات أو يوميات شخصية - على عكس المذكرات أو التقويم للمواعيد اليومية - حيث يسجل الكاتب أفكاره ومشاعره الأكثر أهمية. إحدى الفوائد الفردية هي أن فعل الكتابة يضع مكابحًا قوية على عذاب الأفكار المضطربة المتكررة التي يتعرض لها الجميع. تقول كاثلين آدامز ( Kathleen Adams) أنه من خلال عملية كتابة اليوميات، يصبح الكاتب قادرًا أيضًا على "قراءة عقله حرفيًا" وبالتالي "إدراك التجارب بشكل أكثر وضوحًا وبالتالي الشعور بتخفيف التوتر".
- إخفاء الذات
- الإفصاح عن الذات
- الكتابة التأملية  [لغات أخرى]‏

## الشِعر
لقد كان الشعر شكلاً قوياً للغاية من أشكال الكتابة بالنسبة للعديد من الناس، وهناك عوامل مفيدة تتوافق مع كتابة وقراءة الشعر. تشرح أليشا أوستريكر كيف يمكن للشخص أن يتعامل مع التجارب والذكريات الشخصية، سواء كانت صادمة أو مكبوتة، من خلال القدرة الفنية على الكتابة ومواجهة هذه المشاعر التي تم إهمالها من أجل إطلاق وتخفيف آلام الكاتب. يوضح روبرت بادن (Robert Baden) كيف يسمح الشعر بتصوير مجموعة واسعة من المشاعر لوصف الشعور أو ما شعر به الكاتب في تجربته للسماح للآخرين لاحقًا بالانخراط في عمله والتواصل معه. يقوم بادن بتوسيع هذا المفهوم من خلال فكرة مفادها أنه لا يوجد عاطفة كبيرة أو صغيرة جدًا بالنسبة للشعر، مما يسمح للآخرين بالتفاعل مع تجربة الشفاء. يشير بادن أيضًا إلى أنه من أجل أن يكون هناك فعل شفاء وتحرير بين المشاعر التي تم حبسها داخل الضمير، يجب على الكاتب أن يدرك أنه يجب أن تكون هناك حاجة قوية بما يكفي ليكون ضعيفًا وعلى استعداد للقدرة على مواجهة هذه المشاعر والثقة في أن الجمهور سيكون قادرًا بعد ذلك على التواصل وربما جعل الآخرين يرغبون في استخدام هذا الإصدار المكتوب في حياتهم الخاصة. تعتقد فاسيليكي أنتزوليس (Vasiliki Antzoulis) أن الكُتاب يجب أن يكونوا عرضة للخطر لأن الجهل لا ينبغي أن يكون مسار العمل أبدًا عند تجربة جميع أنواع المشاعر. بدون القدرة على التحدث عما يمر به الكاتب، يصبح من الصعب فهم ما يمثله كل من هذه المشاعر وكيف تؤثر على وجهات نظر الكاتب الحالية في الحياة.
يقدم ديل إم. باور (Dale M. Bauer) رؤية مفادها أن الشعر لديه القدرة على السماح للناس بالتحدث عن المعاناة الداخلية دون إصدار أحكام، بل واكتساب القدرة على جعل الآخرين قادرين على مقارنة تجربة الكاتب والتواصل معها. ويواصل باور قائلاً إن هذه التجارب، سواء كانت جيدة أو سيئة، تتوافق مع التجربة الإنسانية. إن القدرة على جعل الآخرين يتواصلون معه تسمح للكاتب بالشعور بالدعم والتفكير فيما تمت مشاركته وما حصل عليه مع هذا الإصدار والقدرة على البدء في الشفاء. تمكن الكاتب المخضرم ليام كورلي (Liam Corley) من التعافي بشكل كبير من صدمته النفسية من خلال الشعر. ومن خلال مشاركة هذه الطريقة مع زملائه المحاربين القدامى وفحص تأثيراتها الإيجابية، يشير بحث كورلي إلى أن الطبيعة الموجزة والأهمية المتأصلة للشعر تعمل بشكل رائع على الشفاء الذاتي. وذلك لأن الشعر يلبي الحاجة الحاسمة للتعبير عن الذات ويساعد في توفير صوت لأولئك الذين شعروا بالصمت. اكتشف جيمس دبليو بينيبكر أن "الكتابة عن الصدمة تسمح للكتاب بإخراج الحدث إلى حيز الوجود، وبالتالي فصل أنفسهم عن التجربة" (الكتابة من أجل الشفاء 98). يزعم بينيبكر أنه بمجرد أن يتمكن الكاتب من تحرير نفسه مما كان يثقل كاهله، فإنه يصبح قادرًا على البدء في الشفاء وتحديد ما إذا كان سيتعلم من التجربة، أو ما إذا كانت شيئًا كان يستحق الإفراج عنه منذ فترة طويلة. أدرك بنيامين باتزر (Benjamin Batzer) أن الكاتب وحده هو الذي يعرف ما مرّ به، لذا فإن الخطوات الأولى نحو الشفاء والتعامل مع ما أعطته لنا الحياة، يجب أن تكون قادرة أولاً على التحدث عن هذه التجارب لاستعادة القوة وتحديد نقطة العمل التالية.

## للاستزادة
- العلاج بالكتابة: تعريفه، وفوائده، وكيف نجعل من الكتابة عادة
- الكِتَابة العلاجيّة (Writing Therapy)
- العلاج بالكتابة.. ستة أنواع ذكية وثلاثة أساليب مبتكرة
- العلاج بالكتابة: دليلك للتغلب على تكاليف العلاج النفسي
- العلاج بالكتابة، هل يمكن للكتابة أن تكون طوق نجاةٍ من بعض الأمراض النفسية؟
- Graybeal، Anna؛ Sexton، Janel D.؛ Pennebaker، James W. (يناير 2002). "The Role of Story-Making in Disclosure Writing: The Psychometrics of Narrative". Psychology & Health. ج. 17 ع. 5: 571–581. DOI:10.1080/08870440290025786. S2CID:143760087.
- Morisano، Dominique؛ Hirsh، Jacob B.؛ Peterson، Jordan B.؛ Pihl، Robert O.؛ Shore، Bruce M. (2010). "Setting, elaborating, and reflecting on personal goals improves academic performance". Journal of Applied Psychology. ج. 95 ع. 2: 255–264. DOI:10.1037/a0018478. PMID:20230067.